# Disciplinas (instrumento de penitência)

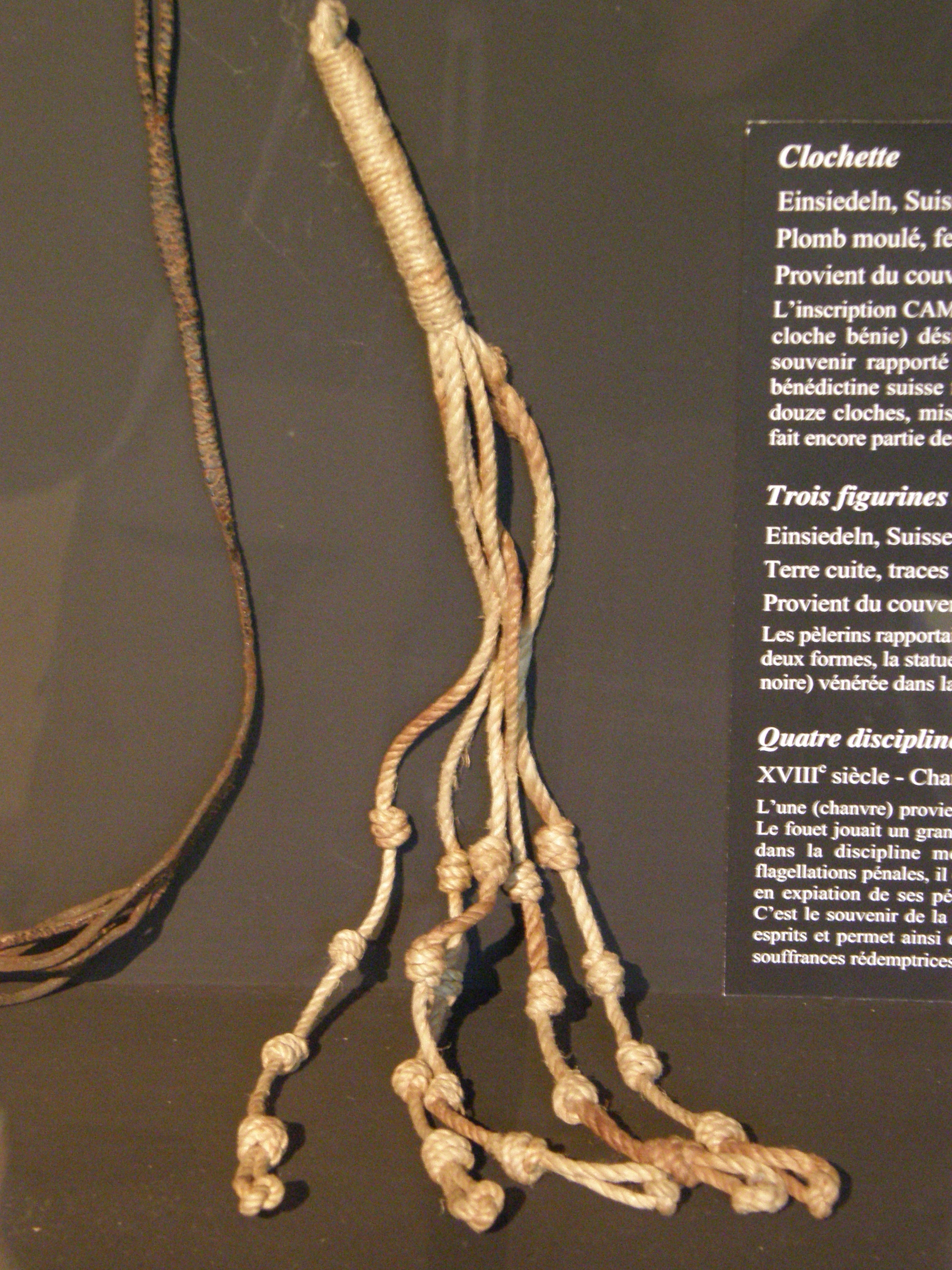
Uma disciplina de cânhamo (século XVIII). Os traços vermelhos entre os fios são provavelmente de natureza sanguínea.

As disciplinas são um pequeno flagelo (chicote) utilizado pelos membros de algumas igrejas Cristãs (incluindo os Anglicanos, e os Católicos Romanos, entre outros) para disciplinar o espírito mortificando a carne. 
As disciplinas contêm geralmente sete cordas, simbolizando os sete pecados capitais e as sete virtudes. Costumam também conter três nós em cada corda, que representam o número de dias que Jesus Cristo permaneceu no túmulo depois de expiar os pecados da humanidade. As disciplinas são mais frequentemente utilizadas durante a Quaresma, mas também são utilizadas noutras ocasiões e há quem as utilize todos os dias.

## História e prática

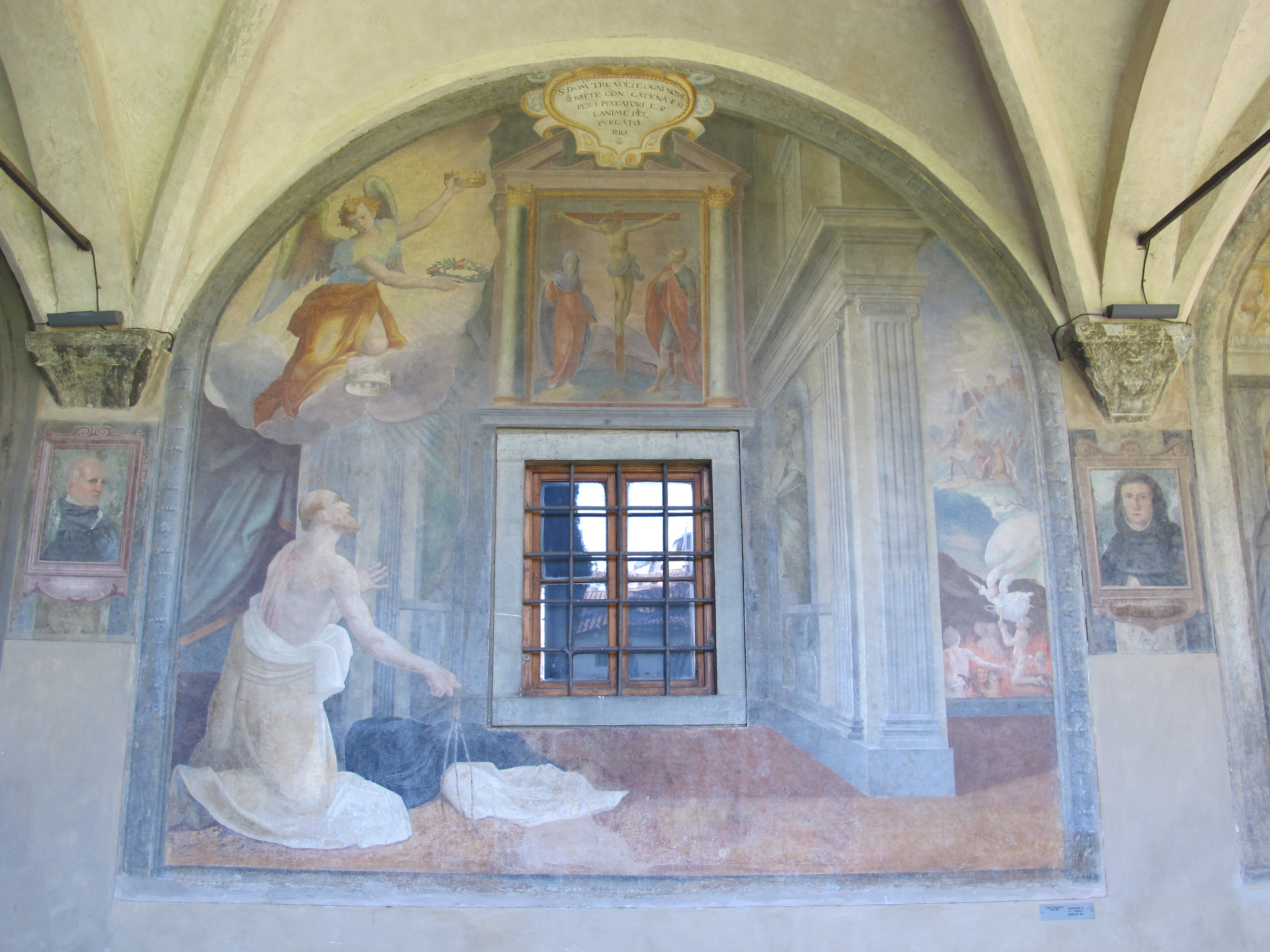
Fresco da Basílica de Santa Maria Novella, mostrando São Domingos com as disciplinas na mão, ajoelhado perante um crucifixo.

Na Bíblia Cristã, são Paulo escreve: "Castigo o meu corpo e mantenho-o submisso, para que não aconteça que, tendo pregado aos outros, venha eu próprio a ser eliminado." (1 Coríntios 9:27). os Cristãos que usam as disciplinas, fazem-no como um dos meios da graça e também "a fim de sofrer como Cristo e os mártires sofreram." O nome disciplinas tem origem na Idade Média, quando os religiosos monásticos mortificavam a carne para conseguirem disciplina espiritual. Por volta do século XI, a utilização das disciplinas generalizou-se a toda a Cristandade.
Na Igreja Católica Romana, as disciplinas ainda são utilizadas por algumas instituições e ordens religiosas mais austeras. Os Cistercienses, por exemplo, usam as disciplinas para mortificar a carne depois de rezarem as Completas. Os Capuchinhos têm um ritual, que é observado três vezes por semana, em que os salmos Miserere Mei Deus e De Profundis são recitados enquanto os frades se flagelam com disciplinas. Vários santos da Igreja Católica, tais como Domingo Loricato, Maria Madalena de Pazzi, entre outros, autoflagelaram-se com disciplinas.
Os membros de algumas ordens religiosas Anglicanas praticam a autoflagelação com disciplinas. No Anglicanismo, a utilização de disciplinas tornou-se "bastante comum" entre muitos dos membros do movimento de Oxford. Martinho Lutero, o fundador das Igrejas Luteranas, praticava a mortificação da carne com jejuns e autoflagelação, e dormindo no chão de pedra da sua cela sem cobertores. A escritora congregacionalista e líder do Evangelicalismo, Sarah Osborn, autoflagelava-se "para se relembrar constantemente dos seus pecados, depravações e vilezas aos olhos de Deus".